# Vinzenz Höfinger
Vinzenz Höfinger (* 6. November 1928 in St. Pölten; † 20. Jänner 2015) war ein österreichischer Kaufmann und Politiker (ÖVP). Höfinger war von 1986 bis 1992 Landesrat in der Niederösterreichischen Landesregierung.

## Leben
Höfinger schloss nach der Unterbrechung durch den Zweiten Weltkrieg und dem Einsatz im Krieg 1948 die Matura ab und besuchte danach die Hochschule für Welthandel in Wien, die er 1952 mit dem akademischen Grad Diplomkaufmann abschloss. Im Anschluss war Höfinger im väterlichen Betrieb beschäftigt. Ihm wurde der Berufstitel Kommerzialrat verliehen. 
Höfinger war ab 1960 Gemeinderat in St. Pölten und wurde 1970 zum Stadtrat gewählt. Er gehörte von 1972 bis 1979 erneut dem Gemeinderat an und war zwischen 1980 und 1986 Präsident der Niederösterreichischen Handelskammer. Zwischen 1990 und 1995 hatte er das Amt des Vizepräsidenten der Niederösterreichischen Handelskammer inne und war zudem von 1985 und 1993 Obmann des Wirtschaftsbundes Niederösterreich. Am 10. Juli 1975 wurde Höfinger als Abgeordneter zum Niederösterreichischen Landtag angelobt, dem er bis zum 17. November 1988 angehörte. Zudem vertrat er die ÖVP vom 15. Mai 1986 bis zum 22. Oktober 1992 als Landesrat in den Landesregierungen Ludwig II und III sowie Pröll I.
Höfinger war seit 1990 Ehrensenator der Faschingsgilde Neunkirchen. Er starb am 20. Jänner 2015 im Alter von 86 Jahren.

## Auszeichnungen
- Großes Goldenes Ehrenzeichen für Verdienste um das Bundesland Niederösterreich